# 海伦·克拉克
海伦·伊丽莎白·克拉克（Helen Elizabeth Clark，1950年2月26日—），新西兰工党籍女性政治家、国际公务员，1950年2月生于新西兰北岛怀卡托，毕业于奥克兰大学政治学专业。曾担任新西兰副总理（1989-1990）、总理（1999-2008）、新西兰工党领袖（1993-2008）及联合国开发计划署署长（2009-2017）等职务。
从政之前，克拉克曾是奥克兰大学的政治学讲师，后于1981年当选为新西兰国会议员而进入政界。在1980年代的工党政府内，克拉克曾担任数个内阁部长及国家副总理职务。工党下野后，克拉克于1993年出任新西兰工党领袖，并在1999年的大选中率领工党取得胜利，作为党领袖的克拉克旋即出任新西兰总理。其后又接连赢得了两次国家大选，获得两次连任，直至2008年被约翰·基率领的新西兰国家党在大选中击败而卸任。自上世纪80年代初进入政坛以来，克拉克前后共担任新西兰国会议员28年余，担任工党领袖15年和国家总理9年，是新西兰政坛的资深政治家。
2009年4月，克拉克辞去新西兰国会议员的职务，转赴联合国工作，任核心部门开发计划署署长，直至2017年卸任。在联合国工作期间，克拉克曾参选接替潘基文的新一届联合国秘书长，但最终未能成功。
克拉克是新西兰建国以来的第二位女性国家总理（前一位是她的前任，国家党籍的珍妮·希普利，后一位是2017年上台的工党籍总理杰辛达·阿德恩），但却是第一位通过大选上台的女性总理。前任珍妮·希普利是通过国家党内支持率角逐获胜而自动上台取代前任，而后来同属工党的杰辛达·阿德恩则是和她一样通过大选上台。
克拉克于1981年与丈夫彼得·戴维斯结婚，两人未生育子女。

## 早年生活
海伦·克拉克是怀卡托一个有4个女儿的农场家庭中的长女。她的母亲在小学工作，而她的农场主父亲，在1981年的大选中支持的是国家党。克拉克是在提帕胡小学、奥克兰Epsom Girls Grammar School和奥克兰大学接受的教育，在奥克兰大学她主修了政治学并以文学(荣誉)硕士的学位毕业。她在1976年获得大学格兰特委员会奖学金，出国留学。
她从1973年直到1981年被选入国会前一直在奥克兰大学执教政治学。她在1981年选举前不久嫁给了当时陪伴了她5年的伴侣彼特·戴维斯(Peter Davis)。现在戴维斯博士是医学社会学的教授，并且是奥克兰大学社会学系主任。

## 加入工党
1971年加入新西兰工党。毕业于奥克兰大学政治学专业。
大学毕业后，克拉克从事大学讲师工作。 1981年当选为新西兰奧克蘭市（ Auckland city )阿尔伯特山选区（Mt Albert）的议会议员进入政界，后陆续在工党内阁担任部长及副总理职务。
克拉克将大量的时间花在为纽西兰工党勤奋工作上。她从1978年起到1988年9月期间，在其党内担任纽西兰的行政工作，并从1989年4月起再次回到同一工作岗位。她一直是劳工青少年理事会的主席、劳工党奥克兰地区委员会的行政人员、劳工妇女委员会的秘书和法规委员会的成员。
她代表劳工党参加了分别在1976年、1978年、1983年和1986年举行的社会主义国际和国际妇女社会主义大会，1981年在悉尼举办的亚太社会主义组织协商会谈和1991年在悉尼举行的社会主义国际领导会议。

## 国会议员
1981年，代表奥克兰阿尔伯特山(Mt Albert)选区被首次选进纽西兰国会(或稱众议院，在纽西兰只有一院制的众议院)，她成了那次选举中四位进入国会的女性之一。那时她是第二位被选为奥克兰选区候选人的女性和纽西兰历史上第十七位被选进国会的女性。在她的首次任职期间(1981-1984)，她成为法规修改委员会的成员。在她第二个任职期(1984-1987)，她主持了国外事务、裁军和军事控制特选委员会，后来这两个委员会在1985年与防御委员会合并成一个单一的委员会。
克拉克在由工党大卫·郎伊、杰弗雷·帕默尔和麦克·摩尔组成内阁中任职，先是房屋和资源保护的部长，后是卫生部的部长，再后来是副总理。她在1990年代国家党由吉姆·博格尔和珍妮·希普利管理时期成为反对黨領袖。
克拉克从1987年的8月至1989年的1月间担任资源保护部的部长。她从1987年的8月至1989年的8月是房屋部部长。她在1989年的1月成为了卫生部部长，并在同年8月成为劳工部部长和国家副总理。她主持了社会平等委员会，同时是内阁政策委员会的成员、内阁行政委员会的成员、内阁经济发展和雇佣委员会的成员、内阁支出复查委员会的成员，内阁国家机关委员会的成员，内阁荣誉颁发和旅行委员会成员和内阁国内及国外安全委员会的成员。
从1990年的10月到1993年的12月间，克拉克是反对党領袖的领导助理，卫生部和劳工部的反对党发言人，并且是社会服务特选委员会和劳工特选委员会的成员。克拉克在1993年12月1日成为了反对党領袖。

## 总理
1993年当选为工党領袖。1999年12月带领工党赢得大选并出任新西兰总理，直至2008年11月卸任。
当工党在1999年的大举中成为执政党后，克拉克也成为纽西兰的第二个女总理和第一个在一次选举中就赢得执政权的女总理。前一任女总理珍妮·希普利是在1997年中期党内领导权之争后获得执政权的。
在2005年大选之前，克拉克同时也是国家总理、艺术、文化和历史遗产部的部长，并对纽西兰安全情报服务及各国家部门服务负责。她的职权范围包括了社会政策和国际事务。
作为工党领导人，1999年她成功与左派联盟党（綠黨等左派政黨組成的聯盟）组成联合政府。与联盟党的合作在2002年崩溃瓦解，导致了提前选举。2002年大選，工黨獲得52席，議席增加但並無获得了多數，由於綠黨不給予支持，之後与吉姆·安德顿领导的中間派進步党及聯合未來黨组成联合政府。
到了2005年大選，与改革党的联合政府重新进行了调整，通过许诺给予支持的党派内阁以外的部长级职位后，工党以50席成為第一大黨，獲联合未来党和纽西兰優先党的支持。获得了纽西兰優先党和联合未来党支持，以及綠黨的閣外的支持，繼續執政。
2008年，克拉克试图寻求第四个任期；但选前的民调显示，反对党領袖約翰·基領導的國家黨的支持率遥遥领先。最终，在当年11月8日举行的大选中，國家黨大勝，可與兩個小黨組成聯合政府。工黨落敗，克拉克结束了九年的总理职务。

## 總理之後
2009年4月，克拉克从新西兰议会离职，转赴联合国任开发计划署（UNDP）署长至2017年4月。

## 成就
海伦·克拉克作为国家总理已经目睹了新西兰许多年来不曾见过的高度的经济增长。在2005年选举时，新西兰拥有所有工业国家最低的失业率(3.6%)。克拉克被广泛认为是自从新西兰使用了新聯立制(MMP)比例代表制选举系统以来，创建了稳定的聯合政府。

## 国际关系
在克拉克的领导下，新西兰制订了果敢與獨立的外交政策，保持无核状态，因而無法与美国簽署自由贸易协议，拒绝在没有联合国的批准下加入伊拉克領導的入侵行动。
在她的任内，新西兰成为第一个和中华人民共和国签署全面自由贸易协定(FTA)的发达国家。两国的自由贸易协定谈判是2004年11月，由胡锦涛和克拉克共同宣布启动的。在历经三年多的努力后，2008年4月7日，《中华人民共和国政府和新西兰政府自由贸易协定》在北京正式签署。根据协议，新西兰将自2016年1月1日前取消全部自中国进口产品的关税；而中方将在2019年1月1日前，取消97.2%自新西兰进口产品的关税。

## 批评
在2000年，工党国会议员克里斯·卡特尔(Chris Carter)调查她的一名内阁同僚，毛利事务部长多维尔·萨缪尔斯(Dover Samuels)的背景。卡特尔在彼特·耶利奇的留言机上留下一条讯息，询问关于萨缪尔斯的资料。当留言机上的信息在媒体上被公布后，克拉克对耶利奇进行人身攻击，把他叫做一名谋杀犯。耶利奇此前曾被判有杀人罪，于是他将克拉克以诽谤诬蔑罪名告上法庭。克拉克使用了公家的钱与耶利奇先生在法庭上解决了问题。在一份新闻稿中，行动党党魁理查德·普瑞博称这一解决方案是2万纽币的对于诽谤诬蔑的赔偿，和3万5千纽币的保密费。
克拉克在一个慈善义卖上在一位她的工作人员画的油画上簽上了自己的名字。在被披露出这幅画不是她亲手所绘后，一位工作人员将油画撤下并且捣毁。
最广为人知的事件发生在2004年，负责护卫她的警察、外交护卫队和部长服务人员在从提玛鲁(Timaru)赶往基督城机场的行列前进中，超速行驶达172公里／小时，以保证克拉克能够及时地赶到并参加在惠灵顿举行的橄榄球比赛。结果一些警察和部长的服务人员被判定为驾车违章。克拉克为她自己开脱，说她当时并不知道车辆超速，她也没有在超速这一决定上做出任何影响或是决定。然而一位目击证人在法庭上作证时，描述当时的克拉克浏览着四周的风景，显得很享受当时的旅程。
自几个月前起，有人开始对克拉克有可能的双重标准问题提出了批评：当她的部长面临不适当的行为嫌疑指控时她挺身为其说话(特别是David Benson-Pope)，而当其他的部长(如Lianne Dalziel和Taito Phillip Field)面临类似问题时，她却不提供来自其总理身份的帮助。

## 流行文化
- 金德永、孫世演《一生一定要認識的女性領袖50人》第10章，台灣：漢湘文化，2015年2月